# آلسئو لیپیزر
آلسئو لیپیزر (انگلیسی: Alceo Lipizer; ۸ آوریل ۱۹۲۱ – ۴ سپتامبر ۱۹۹۰) بازیکن فوتبال اهل ایتالیا بود.
از باشگاه‌هایی که در آن بازی کرده‌است می‌توان به باشگاه فوتبال یوونتوس، باشگاه فوتبال کومو، و باشگاه فوتبال رجانا اشاره کرد.